# Mokřina

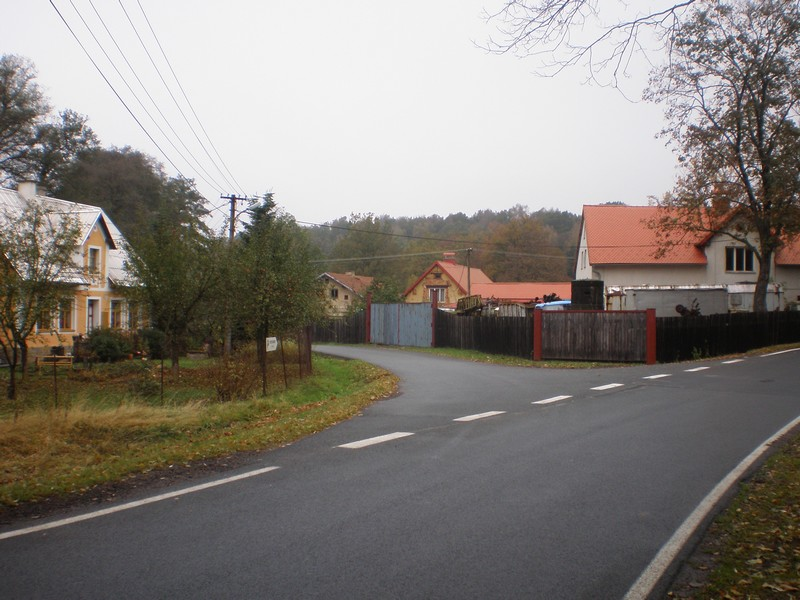
Mokřina

Mokřina (deutsch Krottensee) ist ein Ortsteil der Gemeinde Milíkov (Miltigau) im Okres Cheb in Tschechien.

## Lage
Nachbarorte sind Tuřany (Thurn) im Nordwesten und Těšov (Teschau) im Süden.

## Geschichte
Zunächst ein Leuchtenberger Lehen, wie das Lehenbuch von 1360 Auskunft gibt, in den Händen der „Pernsteiner zu Krotensee und zu Schönvicht“. 1450 erscheint Oswald Planker als Herr von Krottensee, dem des Weiteren auch Höfe in Schönficht gehörten. 1505 saßen Heinrich und 1526 Christoph Globner auf Krottensee. Am 10. Mai 1542 ist Krottensee, Teschau, Schönficht und Militgau im Lehenswesen des Grafen Hieronymus Schlick aufgeführt, der die vormaligen Leuchtenberger Lehen von Heinrich Burggraf von Meißen gekauft hatte. 1600 erscheint als Eigentümer Niklas von Globen, späterer Hauptmann des Elbogener Kreises  und zudem Rittergutbesitzer von Schönlind bei Heinrichsgrün. Sein Vater Stefan von Globen auf Krottensee fungierte 1583 als Patron der Kirche von Schönficht. Im Zuge der Gegenreformation veräußerte Niklas von Globen Krottensee an seinen Onkel oder Vetter Jodokus bzw. Jobst Christoph von Globen für 12.000 Gulden. Wegen der Unterstützung von Albrecht und Jodokus Christoph auf Militgau am Einfall der Sachsen 1631 zu einer Geldstrafe von 400 Gulden verurteilt, teilten 1656 die Söhne von letzteren, Christoph Albrecht und Johann Christoph von Globen, das Gut Militgau, zu dem Krottensee gehörte, unter sich auf. 1756 wurde die Herrschaft von Liebmann Kasimir von Beust an das Jesuitenkolleg Eger verkauft. Nach der Aufhebung des Jesuitenordens 1773 fiel Militgau an den k. k. Religionsfonds. 1790 von der k. k. Hofkammer feilgeboten, ersteigerte es Franz Georg Karl Graf von Metternich. 1847 zählte das Dorf 63 Häuser mit 401 nach Miltigau gepfarrten Einwohnern und einem Wirtshaus.
Nach dem Münchner Abkommen wurde das Dorf 1938 in das Deutsche Reich eingegliedert und gehörte von 1939 bis 1945 zum Landkreis Marienbad. Nach dem Zweiten Weltkrieg kam Mokřina zur Tschechoslowakei zurück; die einheimischen deutschen Bewohner wurden enteignet und vertrieben.

## Sehenswürdigkeiten
- Kriegerdenkmal
- Wegkreuze
- Orthodoxe Kapelle Mariä-Geburt
- Eiche

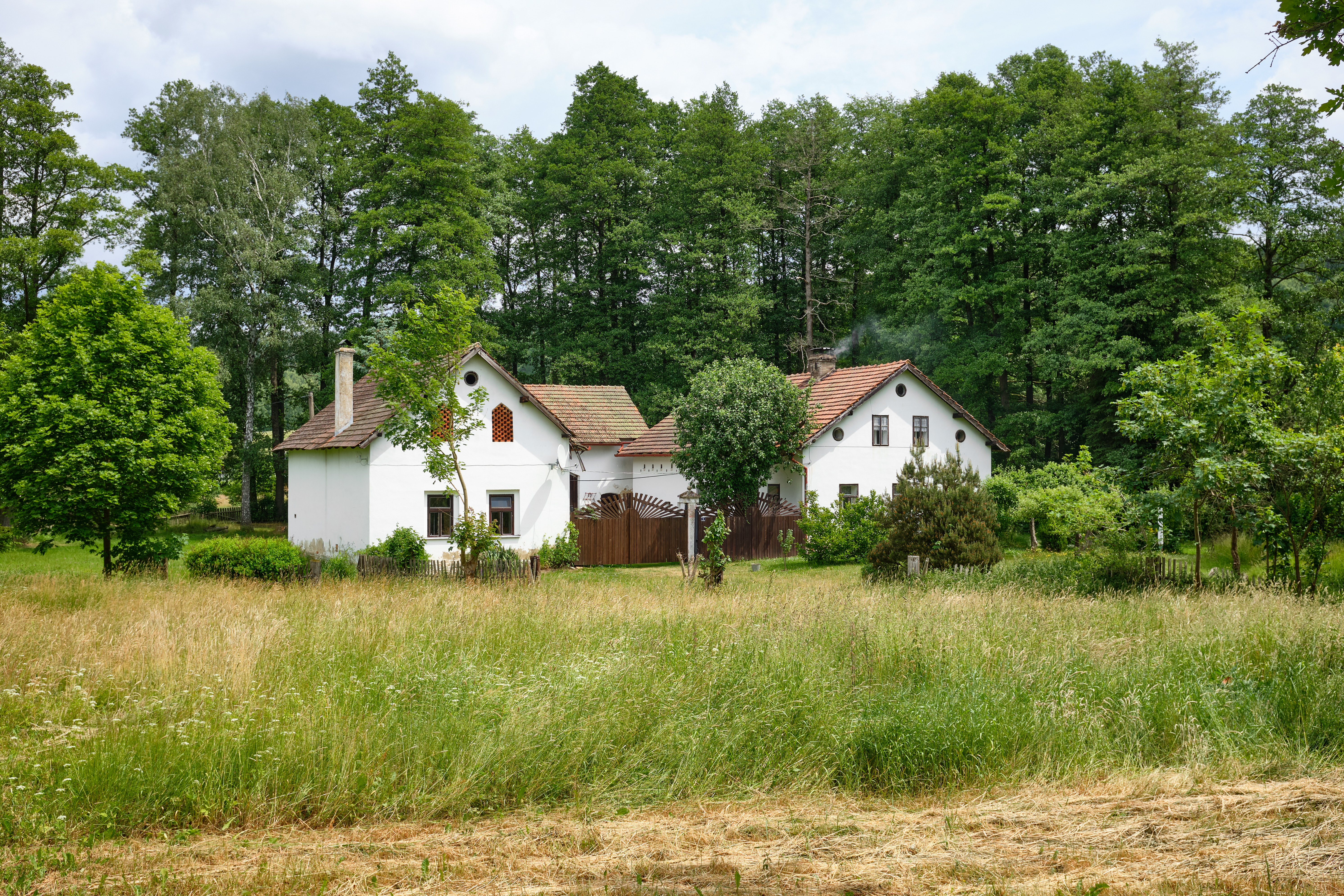
Hausnummer 1
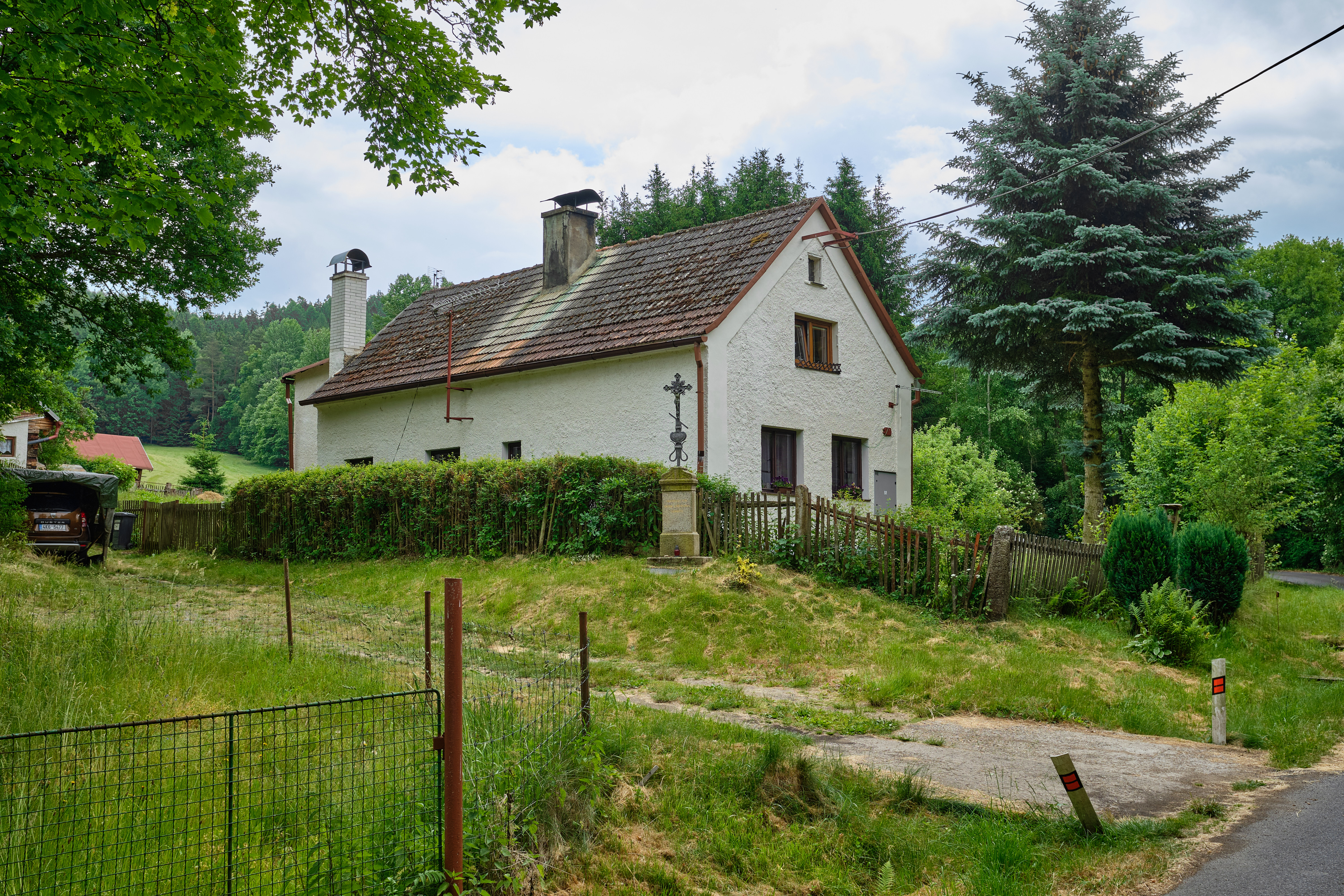
Hausnummer 71
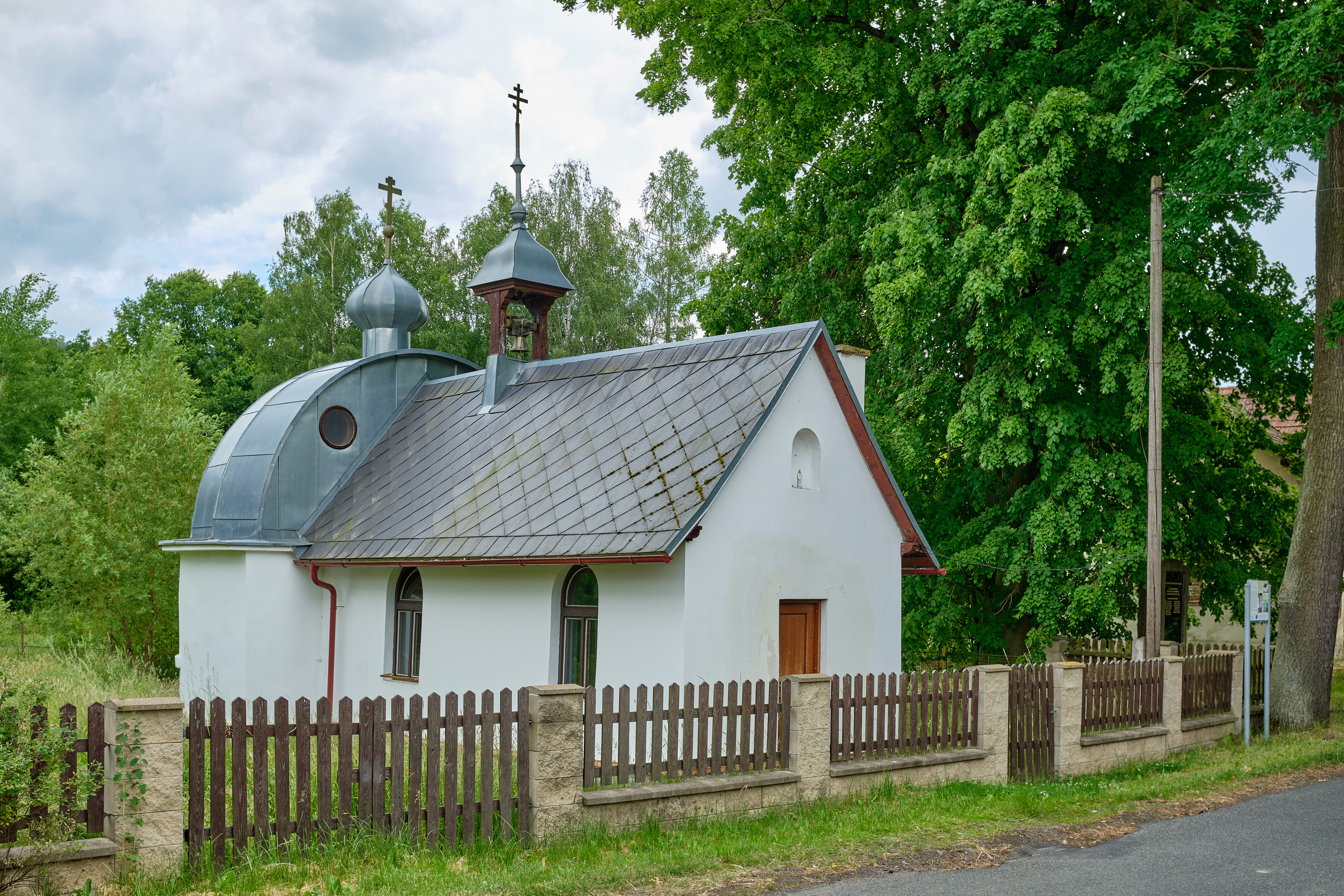
Kapelle Mariä-Geburt
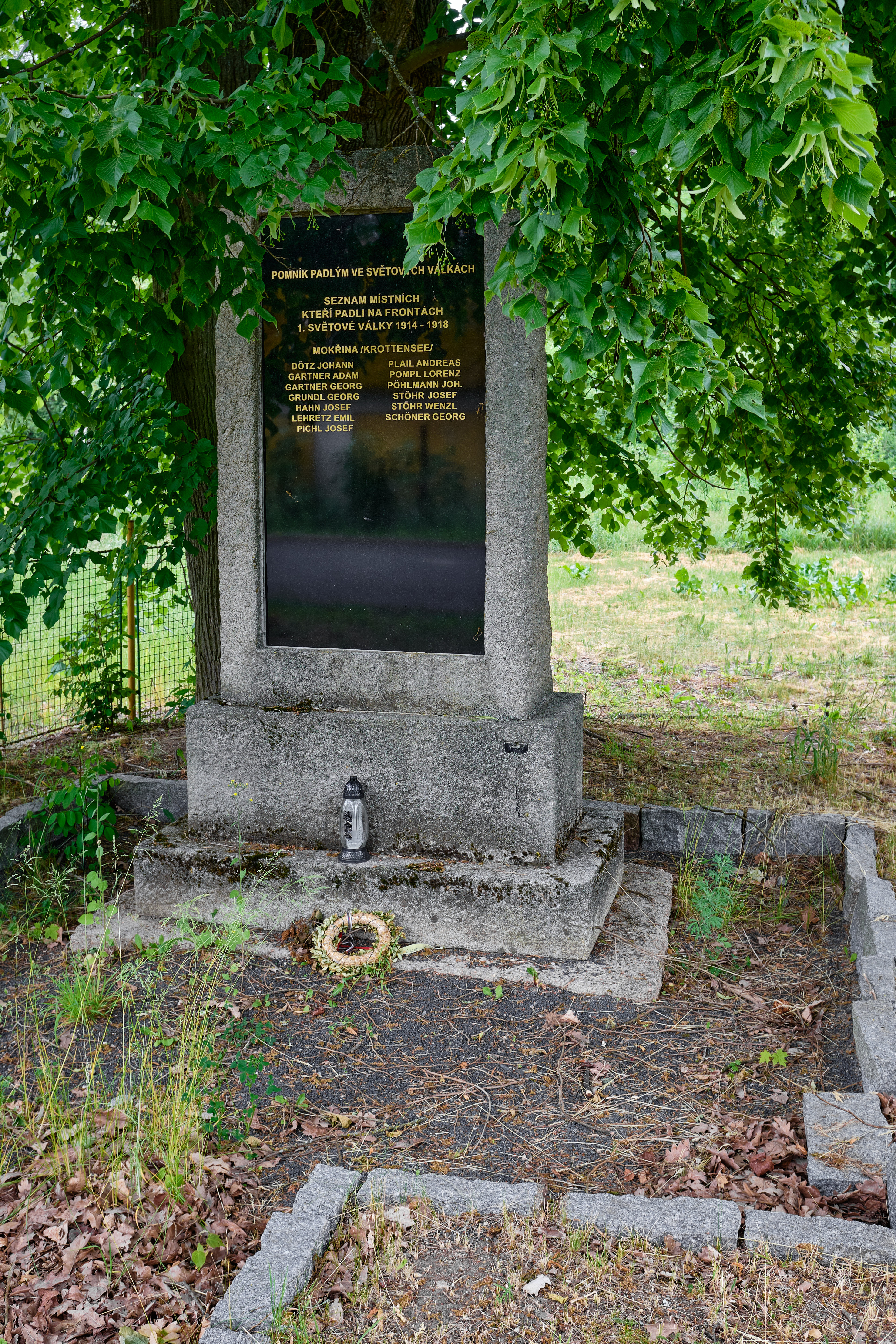
Kriegerdenkmal